# Chacala, Jalisco
Chacala är en ort i Mexiko.   Den ligger i kommunen Cabo Corrientes och delstaten Jalisco, i den sydvästra delen av landet, 700 km väster om huvudstaden Mexico City. Chacala ligger 605 meter över havet och antalet invånare är 305.
Terrängen runt Chacala är kuperad. Runt Chacala är det mycket glesbefolkat, med 6 invånare per kvadratkilometer. Närmaste större samhälle är El Tuito, 19,1 km sydost om Chacala. I omgivningarna runt Chacala växer i huvudsak lövfällande lövskog.